# Henry Lansdell
Henry Lansdell, född 10 januari 1841 i Tenterden, Kent, England, död 4 oktober 1919 i Blackheath, London, England, var en brittisk präst, missionär, upptäcktsresande och författare.

## Biografi
Henry Lansdell var son till en lärare och utbildades hemma innan han påbörjade studier vid St John´s College i Highbury. Han blev absolutist 1860 och studerade från 1865 vid London College of Divinity. Han vigdes till diakon 1867, till präst 1868 och fick en tjänst som pastorsadjunkt i Greenwich. Han grundade 1875 Clergyman´s Magazine och blev 1882 utnämnd till hedersdoktor, Doctor of Divinity (DD), av ärkebiskopen av Canterbury.

Vid sidan av sitt arbete inom kyrkan tillbringade han många år på resande fot och besökte ett stort antal länder i världen. Det främsta syftet med resorna var att missionera och distribuera religiös litteratur till fängelser och sjukhus. 1867 besökte han Newgatefängelset i London, följt av andra fängelsebesök i Winchester, Portland, Millbank, Dover, York, Exeter, Guernsey, Edinburgh och Genève. 1870–1873 besökte han olika platser i Europa, bland annat Normandie, Sachsen, Böhmen, de skotska sjöarna och fransk-preussiska krigets slagfält. 1874 gav han sig ut på en resa genom Danmark, Sverige, Finland och Ryssland med tillbakaväg genom Polen och Preussen. 1876 korsade han Norge och Sverige på väg mot Arktis och Bottniska viken. 1877–1879 besökte han Ungern, Transsylvanien, reste runt i Asien (inklusive Ryssland) och vidare till San Francisco via Japan. 1880 besökte han berget Ararat i östra Turkiet, nära Armenien, som tros vara viloplatsen för Noas ark.

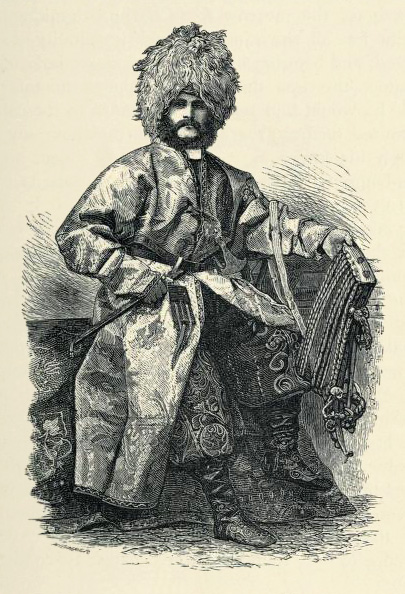
Henry Lansdell iklädd en fotsida dräkt som förärats honom av Seid Muzaffar Ed-Din, Emir of Bokhara. Teckning ur boken Russian Central Asia including Kuldja, Bokhara, Khiva and Merv, 1885.

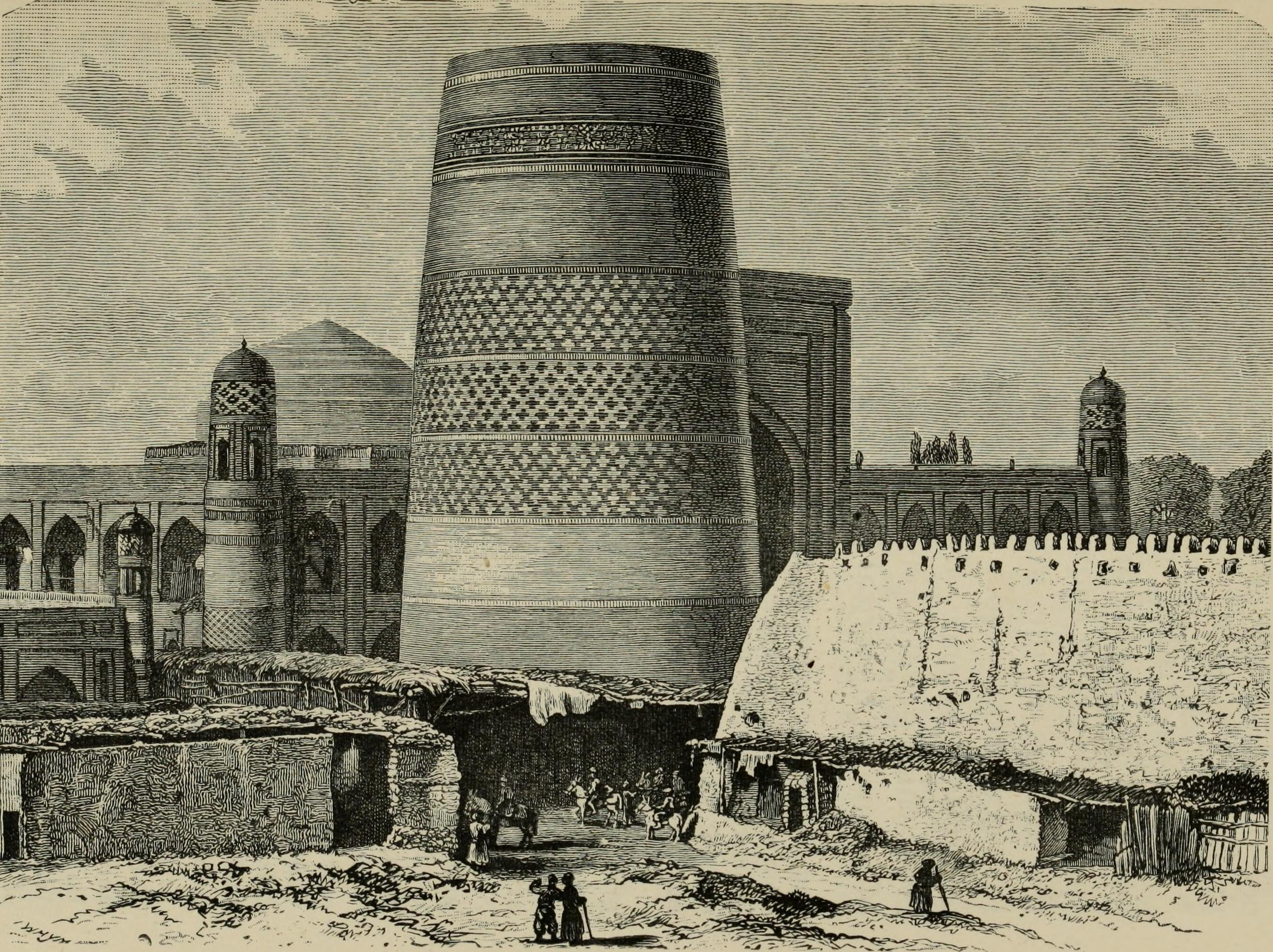
THE GREAT MINARET OF KHIVA. Teckning av Henry Lansdell, ur boken Russian Central Asia including Kuldja, Bokhara, Khiva and Merv, 1885.

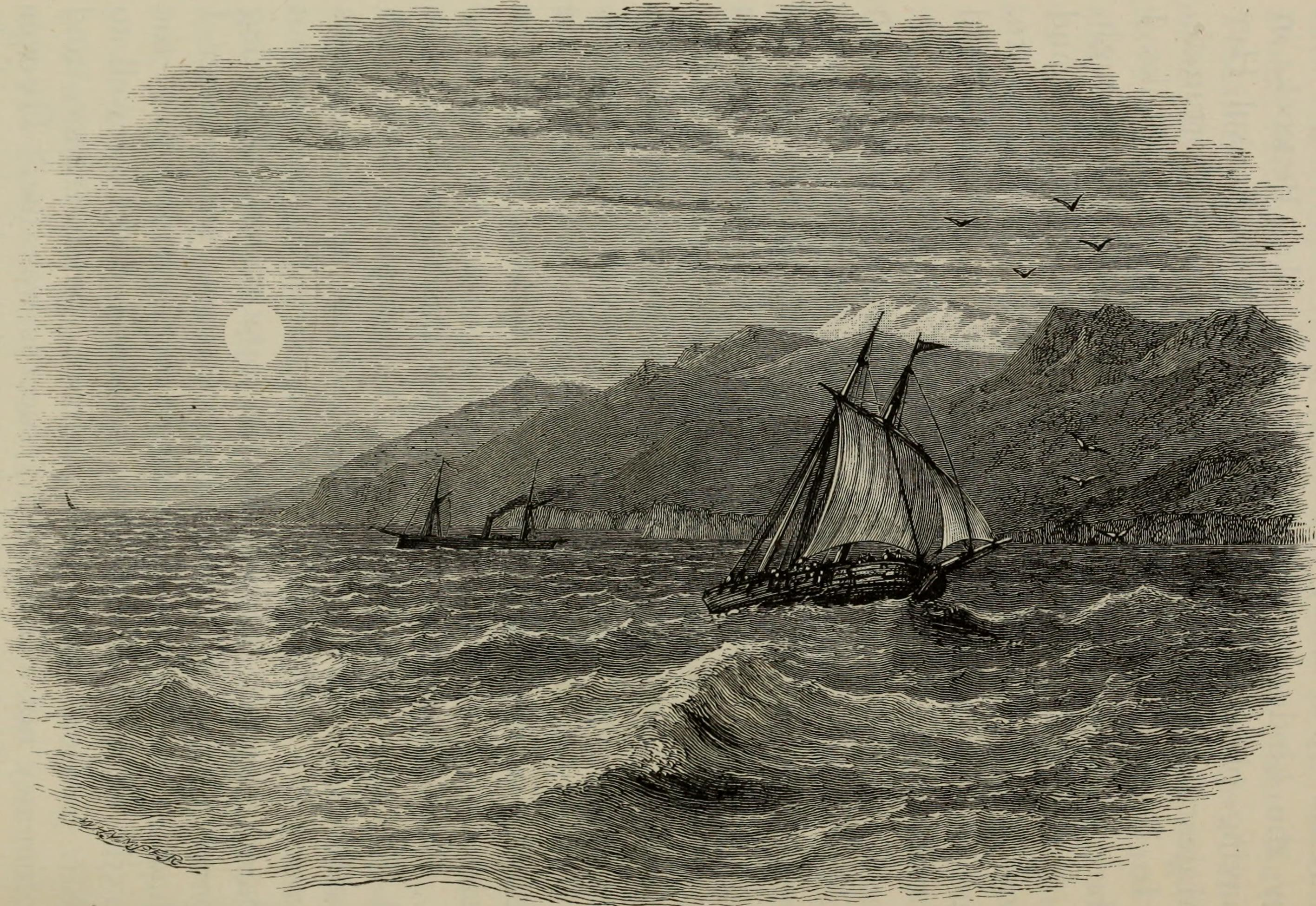
OFF SUKUM KALI. Teckning av Henry Lansdell från en oljemålning av Ivan Ajvazovskij, ur boken Russian Central Asia including Kuldja, Bokhara, Khiva and Merv, 1885.

1882 företog han en resa genom Centralasien och debuterade samma år som författare med boken Through Siberia, följt av Russian central Asia including Kuldja, Bokhara, Khiva, and Merv 1885. Böckerna beskrev och illustrerade sällan besökta platser, föga kända i väst, exempelvis fängelser och gruvor där fångar arbetade. En förkortad version av dessa två böcker, Through Central Asia, publicerades 1887. Han hade fått upp ögonen för de ryska fängelserna genom brevväxling med den finska lärarinnan och filantropen Alba Hellman (1845–1894). Hans skildring av dessa platser i sin första bok kritiserades starkt av ryska emigranter som Pjotr Kropotkin och Sergej Kravtjinskij, som ansåg att han inte beskrivit de verkliga förhållandena. Som ett svar på Kropotkins kritik, som han ansåg vara ogrundad, publicerade Lansdell 1883 en artikel i The Contemporary Review, A Russian Prison. Han blev som en följd av detta förlöjligad av Eleanor Marx, Karl Marx yngsta dotter, som i den socialistiska tidskriften Progress beklagade "hans optimistiska syn på ryska fängelser". Han hade dock officiellt stöd från brittiska sändebud och ryska tjänstemän samt hade inför sin resa 1885 fått introduktionsbrev från bland andra Dmitrij Tolstoj, Rysslands dåvarande inrikesminister, och den ryske storfursten Michael Michailovitj.
Hans sista stora resa gick till Tibet. 1888 gav han sig iväg med ett brev från ärkebiskopen av Canterbury till Dalai lama, i hopp om att kunna besöka den stängda staden Lhasa. Han försökte nå staden både från Indien och Kina, men lyckades inte få tillträde.
Lansdell insamlade under sina resor en mängd etnografiska föremål. På sin sista resa fick han dock nöja sig med att köpa föremål från en handlare som hade besökt Tibet. Canterbury Museum i Canterbury, England, förvärvade 1922 en större samling föremål insamlade av Lansdell i bland annat Uzbekistan (Bokhara och Tasjkent), Kina (Yining och Khotan), Ryssland och Indien (Agra, Brindaban, Darjeeling, Jaipur, Kashmir och Varanasi), en gåva från hans hustru Mary.
Han var medlem av Royal Asiatic Society of Great Britain and Ireland, Royal Geographical Society och British Science Association.
Han avled 4 oktober 1919 i sitt hem i Blackheath, London, och begravdes på egen begäran i St Mary´s Church, Greenwich.

## Publikationer
- Through Siberia. Boston: Houghton, Mifflin and Co. 1882. Libris 10452801. https://archive.org/details/throughsiberia01lansgoog/page/n9/mode/2up
- Russian central Asia including Kuldja, Bokhara, Khiva, and Merv. London: Sampson Low, Marston, Searle, and Rivington. 1885. Libris 2763593. https://archive.org/details/russiancentralas02lansuoft/mode/2up
- Through Central Asia; with a map and appendix on the diplomacy and delimitation of the Russo-Afghan frontier. London: Sampson Low, Marston, Searle, and Rivington. 1887. Libris 16248169. https://archive.org/details/throughcentralas00lansrich/page/n3/mode/2up
- Chinese Central Asia; a ride to Little Tibet. London: S. Low, Marston, & Co. 1893. Libris 16581368. https://archive.org/details/chinesecentralas01lans/page/n5/mode/2up
- The sacred tenth or Studies in tithe-giving, ancient and modern. London: Society for Promoting Christian Knowledge. 1906. https://archive.org/details/thesacredtenthor01lansuoft/mode/2up